# Abdallah Guenoun
Ne doit pas être confondu avec Abdellah Guennoun.
 (mars 2020).
Abdallah Guenoun est un footballeur international algérien né le 16 décembre 1955 à Alger. Il évoluait au poste de milieu de terrain.
Il compte une seule sélection en équipe nationale en 1977.

## Palmarès
- Vice-champion d'Algérie en 1976 et 1982 avec le NA Hussein Dey.
- Vainqueur de la Coupe d'Algérie en 1979 avec le NA Hussein Dey.
- Finaliste de la Coupe d'Algérie en 1977 et 1982 avec le NA Hussein Dey.
- Finaliste de la Coupe d'Algérie en 1987 avec le JS Bordj Menaïel.
- Finaliste de la Coupe d'Afrique des vainqueurs de coupe en 1978 avec le NA Hussein Dey.